# 正月三十
正月三十，农历正月第三十天。

## 出生
- 顺治帝福临，崇德三年正月三十日（1638年3月15日），清朝入关后第一代皇帝，清太宗皇太极第九子。

## 逝世
- 永和公主，大历三年（768年）正月三十日，唐肃宗李亨第八女。
- 牛钮，顺治九年（1652年）正月三十，清朝顺治帝的长子。

## 参看
- 日历
- 正月廿八 - 正月廿九 - 正月三十 - 二月初一- 二月初二
- 十二月三十 - 正月三十 - 二月三十
- 正月 - 二月 - 三月 - 四月 - 五月 - 六月 - 七月 - 八月 - 九月 - 十月 - 十一月 - 腊月